# Giuseppe Scotti
Giuseppe Scotti (Pavia, ... – ...; fl. XX secolo) è stato un calciatore italiano, di ruolo portiere.

## Carriera
Cresce nel Pavia, dove gioca le sue prime stagioni in massima serie.
Partito tra gli azzurri come secondo di Edoardo Colombo, conquista il posto da titolare sfoggiando buone prestazioni contro il Milan e parando un rigore all'Atalanta nelle ultime partite del Gruppo C nelle eliminatorie della Lombardia nella stagione 1919-1920
La stagione seguente parte titolare, e nonostante qualche sua incertezza conclude con gli azzurri ad un secondo posto nel girone C della Lombardia.
Le sue buone prestazioni lo fanno notare dal Genoa, all'epoca club di massima importanza. 
Con i rossoblu gioca solo il 23 ottobre 1921 nella vittoria esterna per 7 a 0 contro il Venezia, partita nel quale non viene mai impegnato.